# 타이젬바둑
타이젬바둑(영어: Tygem)은 대한민국의 인터넷 바둑 사이트이다. '동양온라인'에 의해 2001년 시작되었으며, 2020년 컴투스에 인수되었다. 한국, 일본, 중국, 대만, 미국에 서비스 중이다. 대국스템  이외에, 기전, 바둑강좌, 각종 이벤트를 운영하고 있다.
두뇌 스포츠로 유명한 바둑을 인터넷 사이트에서 언제든지 즐길 수 있도록 서비스한다. 한국뿐 아니라 중국, 일본, 대만 등 유럽, 영어권으로 시장을 확대해 가고 있으며 바둑 산업의 발전을 선도하고 새로운 영역에 바둑을 널리 알리고자 컨텐츠를 개발했다.
수천 명이 동시 접속할 수 있는 대국 생중계 해설, 회원 맞춤 대국 시스템, 친목 및 기력 향상을 위한 3,000개 이상의 커뮤니티를 기반으로 다양한 바둑 강좌를 통한 바둑 지도 서비스 등 최강의 바둑 콘텐츠를 제공한다.
특히 기존 오프라인에서만 둘 수 있었던 바둑을 온라인에서도 즐길 수 있도록 개념을 확장하여 서비스의 질이 높다. 스마트 디바이스(안드로이드,IOS)에서도 언제 어디서든 대국을 펼칠 수 있도록 앱을 서비스 중이다.
국내뿐 아니라 해외 유명 프로 바둑기사 500여 명이 활동하고 있으며 공식 기전에서는 볼 수 없는 세계 가국 유명 아마/프로 기사들의  대국도 감상할 수 있다.